# Nadja Bergnecht
Nadja Bergnecht (...) è un'ex nuotatrice tedesca orientale.

## Carriera
Ha vinto la medaglia d'oro ai campionati mondiali di nuoto di Madrid 1986 nella 4x200m stile libero.

## Palmarès
- Mondiali

Madrid 1986: oro nella 4x200m stile libero.